# Station Zosinów
Station Zosinów is een spoorwegstation in de Poolse plaats Zosinów.